# Mika Nurmela
Mika Nurmela (né le 26 décembre 1971 à Oulu en Finlande) est un joueur finlandais de football. Il joue actuellement au AC Oulu comme capitaine et milieu de terrain.

## Biographie
Il a commencé sa carrière en 1991 avec FC Haka Valkeakoski dans la première division finlandaise, puis il rejoint Malmö FF dans la première division suédoise. Puis en 1994, il retourne en Finlande où il est prêté au TPS Turku.
En 1995, il rejoint FC Emmen dans la deuxième division hollandaise, il y restera 4 saisons, avant de rejoindre SC Heerenveen dans la première division hollandaise où il jouera pendant 4 saisons.
En 2003, il signe pour 1.FC Kaiserslautern dans la première ligue allemande pour 750 000 euro.
Après avoir passé deux ans en Allemagne, il décide de retourner dans son club de jeunesse, Oulun Luistinseura dans la troisième division finlandaise. Il ne restera pas longtemps car dans la même année, il signe en faveur du HJK Helsinki en première division finlandaise.
En janvier 2005, il part pour la première division hollandaise à Heracles Almelo pour une saison. Puis il retourne dans sa ville natale à AC Oulu dans la première division finlandaise. Puis il signe au HJK Helsinki. Il fut capitaine du club.
En janvier 2008, il signe à RoPS Rovaniemi en Veikkausliiga, avant de retrouver sa ville natale en signant au AC Oulu en 2009.
Nurmela a joué 71 fois avec l'Équipe de Finlande de football et a marqué 5 buts.

## Palmarès
- Coupe de Finlande de football : 1994 avec le TPS Turku
- Vice-Champion des Pays-Bas : 2000 avec le SC Heerenveen
- Finaliste de la coupe d'Allemagne : 2003 avec le FC Kaiserslautern
- Coupe de Finlande de football : 2006 avec le HJK Helsinki